# Antiaris toxicaria
El upas o pohon upas de las Molucas (Antiaris toxicaria) es un árbol de la familia de las moráceas, nativo del sudeste asiático. En la isla de Java, donde abunda, se lo conoce como "upas", por la palabra nativa para designar el veneno, siendo su látex utilizado como para envenenar flechas.

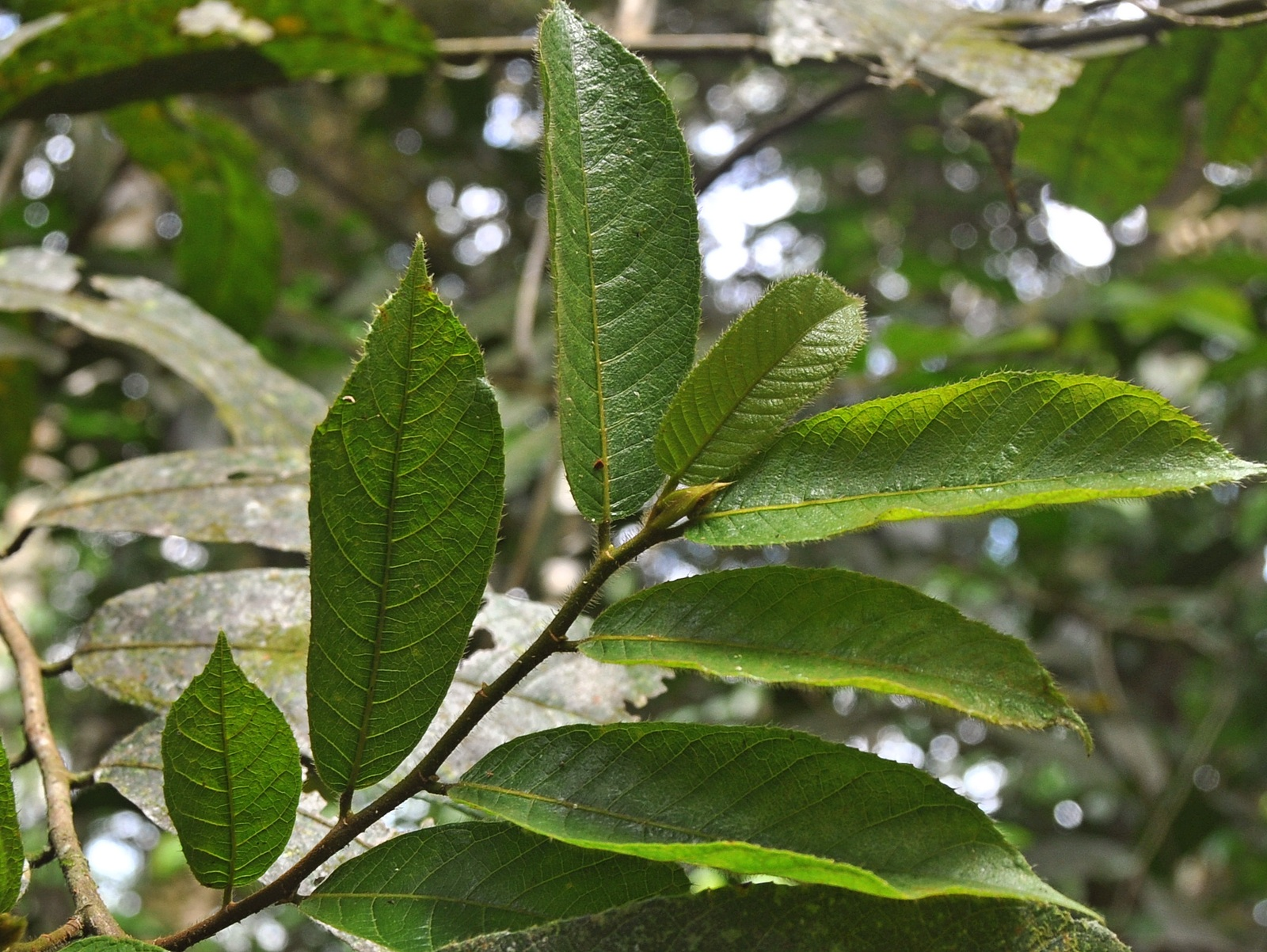
Detalle de las hojas

## Descripción
Es un árbol de gran porte, alcanzando los 40 m de altura, con un fuste recto y delgado de no más de 40 cm de diámetro recubierto de una corteza blanquecina y rugosa. Las hojas son elípticas, de entre 7 y 20 cm de largo y 3 a 6 de ancho. Tanto la corteza como el follaje contienen un látex viscoso, rico en el glucósido antiarina; el fruto es una drupa rojiza de unos 2 cm de diámetro.

## Taxonomía
Antiaris toxicaria fue descrita por Jean-Baptiste Leschenault de la Tour y publicado en Annales du Muséum National d'Histoire Naturelle 16: 478, pl. 22. 1810.
Variedades
- Antiaris toxicaria subsp. africana (Engl.) C.C.Berg
- Antiaris toxicaria subsp. humbertii (Leandri) C.C.Berg
- Antiaris toxicaria subsp. macrophylla (R.Br.) C.C.Berg
- Antiaris toxicaria subsp. madagascariensis (H.Perrier) C.C.Berg
- Antiaris toxicaria var. usambarensis (Engl.) C.C.Berg
- Antiaris toxicaria subsp. welwitschii (Engl.) C.C.Berg

Sinonimia
- Antiaris dubia Span. ex Hook.
- Antiaris innoxia Blume
- Antiaris rufa Miq.
- Antiaris saccidora Dalzell
- Antiaris zeylanica Seem.
- Cestrum toxicarium J.F.Gmel.
- Ficus challa Schweinf.
- Ipo saccidora (Dalzell) A.Lyons
- Ipo toxicaria Pers.
- Lepurandra saccidora Nimmo
- Toxicaria macassariensis Aepnel. ex Steud.[4]